# The Witch: Part 1. The Subversion
The Witch: Part 1. The Subversion (tiếng Hàn: 마녀; Romaja: Manyeo) hay Sát thủ nhân tạo 1: Lật kèo là một bộ phim hành động giật gân của Hàn Quốc ra mắt năm 2018 do Park Hoon-jung viết kịch bản kiêm đạo diễn.

## Tóm tắt
Sát Thủ Nhân Tạo là bộ phim hành động li kì kể về Koo Ja-yoon – một cô bé được nuôi dưỡng trong một tổ chức đáng sợ - nơi diễn ra các cuộc thí nghiệm y học được thực hiện trên chính cơ thể con người nhằm biến họ thành những cỗ máy giết người. Sau khi chạy trốn khỏi tổ chức, Ja-yoon bị mất trí nhớ và được một cặp vợ chồng già nhận nuôi.
10 năm sau, khi đã trở thành một nữ sinh trung học, Ja-yoon đăng ký tham gia một cuộc thi âm nhạc với mong muốn giúp gia đình vượt qua khó khăn tài chính. Nhưng cô không ngờ rằng, ngay từ khi hình ảnh của mình xuất hiện trên truyền hình, cuộc sống của cô bị đảo lộn hoàn toàn bởi sự truy đuổi của những kẻ lạ mặt.

## Diễn viên
- Kim Da-mi vai Ja-yoon[10]
- Jo Min-su vai Tiến sĩ Baek[11]
- Choi Woo-sik vai Nobleman[12]
- Park Hee-soon vai Mr. Choi[11]
- Go Min-si vai Do Myung-hee
- Choi Jung-woo vai giáo viên Goo
- Oh Mi-hee vai vợ của giáo viên Goo
- Daeun vai cô gái tóc dài
- Kim Byeong-ok vai Cảnh sát Do
- Lee Joo Won vai CEO Sung

## Đón nhận

### Phản hồi
Trên trang tổng hợp phê bình Rotten Tomatoes, bộ phim nhận về 88% phản hồi tích cực dựa trên 17 bài đánh giá, với điểm trung bình là 8.71/10.
Elizabeth Kerr của The Hollywood Reporter đã đánh giá tích cực và viết, "Một bước ngoặt vô cùng tinh tế đối với bộ phim kinh dị về sự trả thù của Hàn Quốc. Theo tiêu chuẩn hành động của Hàn Quốc, The Witch: Part 1. The Subversion có thời lượng khoảng 2 giờ, nhưng nhồi nhét quá nhiều vào câu chuyện, điểm đáng chú ý là; bộ phim quên đi cốt chuyện chính của phim và kéo theo sự thất bại chính của bộ phim."
Rafael Motamayor của Flickering Myth đánh giá bộ phim 4 trên 5 và viết, "Mặc dù cố gắng nhồi nhét quá nhiều cốt truyện, nhưng bộ phim có điểm nổi bật riêng, các phân cảnh hành động và hình ảnh khiến bạn sẽ chăm chú vào câu chuyện và chờ đợi những điều sẽ xảy ra tiếp theo."

### Phòng vé
Phim khởi chiếu tại Hàn Quốc vào ngày 27 tháng 6 năm 2018. Trong tuần đầu ra mắt, bộ phim đã cán đích ở vị trí đầu tiên, kết thúc 2 tuần thống trị phòng vé của The Accidental Detective: In Action. Phim đã bán được hơn 735.000 vé từ 1.117 rạp chiếu từ thứ sáu đến chủ nhật, với tổng doanh thu 6 triệu đô la Mỹ trong tuần đầu công chiếu.  Trong tuần thứ hai, bộ phim đứng thứ hai sau Ant-Man and the Wasp, giảm 40% so với cuối tuần trước với tổng doanh thu 3,5 triệu đô la Mỹ từ 451.113 vé bán ra. Thu về 3,1 triệu đô la Mỹ vào cuối tuần thứ ba, bộ phim đứng thứ ba sau Ant-Man và Skyscraper. Tính đến ngày 23 tháng 8, bộ phim đã thu hút 3.189.092 khán giả đến rạp và thu được 24.377.666 đô la Mỹ.

## Giải thưởng và đề cử
| Giải thưởng                                          | Hạng mục                 | Đề cử                                     | Kết quả   | Chú thích.    |
| ---------------------------------------------------- | ------------------------ | ----------------------------------------- | --------- | ------------- |
| 22nd Fantasia International Film Festival            | Best Actress             | Kim Da-mi                                 | Đoạt giải | [ 17 ]        |
| 27th Buil Film Awards                                | Best Supporting Actress  | Jo Min-su                                 | Đề cử     | [ 18 ] [ 19 ] |
| 27th Buil Film Awards                                | Best New Actress         | Kim Da-mi                                 | Đoạt giải | [ 18 ] [ 19 ] |
| 55th Grand Bell Awards                               | Best New Actress         | Kim Da-mi                                 | Đoạt giải | [ 20 ]        |
| 55th Grand Bell Awards                               | Best Actress             | Kim Da-mi                                 | Đề cử     | [ 20 ]        |
| 55th Grand Bell Awards                               | Best Supporting Actress  | Go Min-si                                 | Đề cử     | [ 20 ]        |
| 55th Grand Bell Awards                               | Technical Award          | The Witch: Part 1. The Subversion         | Đề cử     | [ 20 ]        |
| 3rd London Asian Film Festival                       | Rising Star Award        | Kim Da-mi                                 | Đoạt giải | [ 21 ]        |
| 2nd The Seoul Awards                                 | Best New Actress         | Kim Da-mi                                 | Đoạt giải | [ 22 ]        |
| 39th Blue Dragon Film Awards                         | Best New Actress         | Kim Da-mi                                 | Đoạt giải | [ 23 ]        |
| 39th Blue Dragon Film Awards                         | Technical Award (Stunts) | Park Jeong-ryool & Kim Jeong-min (Stunts) | Đề cử     | [ 23 ]        |
| 18th Director's Cut Awards                           | Best New Actress         | Kim Da-mi                                 | Đoạt giải | [ 24 ]        |
| 10th KOFRA Film Awards                               | Best New Actress         | Kim Da-mi                                 | Đoạt giải | [ 25 ]        |
| 55th Baeksang Arts Awards                            | Best New Actress         | Kim Da-mi                                 | Đề cử     | [ 26 ]        |
| 55th Baeksang Arts Awards                            | Best Supporting Actress  | Jo Min-su                                 | Đề cử     | [ 26 ]        |
| 24th Chunsa Film Art Awards                          | Best New Actress         | Kim Da-mi                                 | Đề cử     | [ 27 ]        |
| 24th Chunsa Film Art Awards                          | Best Supporting Actress  | Jo Min-su                                 | Đề cử     | [ 27 ]        |
| 39th Fantasporto Film Festival                       | Best Film Orient Express | The Witch: Part 1. The Subversion         | Đoạt giải | [ 28 ]        |
| 26th Gérardmer International Fantastic Film Festival | Syfy Jury Prize          | The Witch: Part 1. The Subversion         | Đoạt giải | [ 29 ]        |